# UCA El Salvador
Universidad Centroamericana José Simeón Cañas, conosciuta semplicemente come UCA El Salvador, è un centro di istruzione superiore salvadoregna gesuita, con capitale privato senza scopo di lucro, noto anche come UCA. È stata la prima università a rompere il monopolio della Università di El Salvador in istruzione superiore salvadoregna e la prima università privata nella nazione. Poco prima della sua fondazione, il paese mancava di una legge che consentisse e regolasse la creazione e il funzionamento di università private, la prima approvata per stabilirla. 
Il campus universitario si trova a San Salvador e, principalmente, ad Antiguo Cuscatlán (città che appartiene all'area metropolitana di San Salvador), l'estensione è di circa 22 blocchi, ha sette edifici scolastici, sei magnifiche aule, tre auditorium, biblioteca, laboratori, centri di calcolo, centri sportivi e altre unità come l'Istituto dei diritti umani (IDHUCA), Radio YSUCA, Editor UCA, tipografia, ecc. Ha un corpo studentesco di 8.084 studenti distribuiti in 23 corsi di laurea, compresi laureati, ingegneria, personale docente e tecnici; e in 13 corsi post laurea, tra master e dottorati, tre di questi sono laureati presso l'Università Don Bosco, il che rende queste due istituzioni pioniere in El Salvador nell'offrire corsi post laurea. Le materie sono insegnate da 482 insegnanti.
Per il suo peso storico, la sua influenza sulla vita sociale del paese, la sua qualità accademica e il suo riconoscimento a livello nazionale e regionale, è plausibile affermare che questa istituzione di istruzione superiore è la seconda in importanza in El Salvador, proprio dietro L'Università di El Salvador. Un consulente britannico che esegue annualmente le "migliori università: classifiche universitarie in tutto il mondo" che valuta diverse università in tutto il mondo nella loro prestazione accademica, nonché il "Web Ranking of Universities" (Webometrics) del Consiglio superiore delle ricerche scientifiche (CSIC) della Spagna, collocano l'UCA come la seconda migliore università salvadoregna. Si distingue dalle altre università più antiche dell'America centrale che sono affidate alla Compagnia di Gesù, come la Central American University (UCA) del Nicaragua o la Rafael Landívar University (URL) del Guatemala.

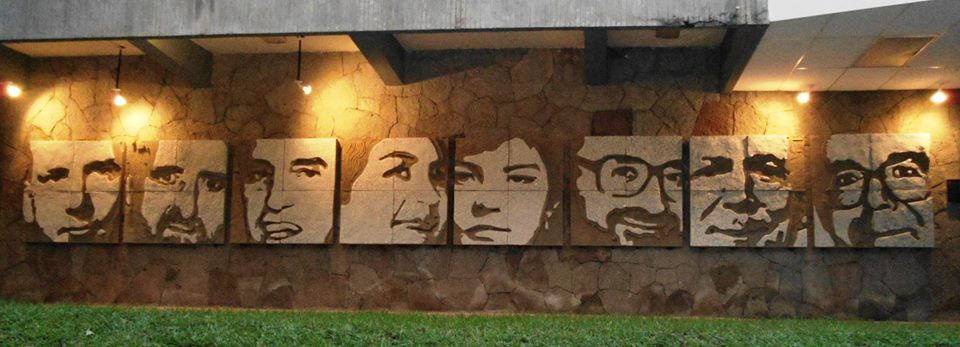
Murale dei martiri dell'UCA